# Anémophilie

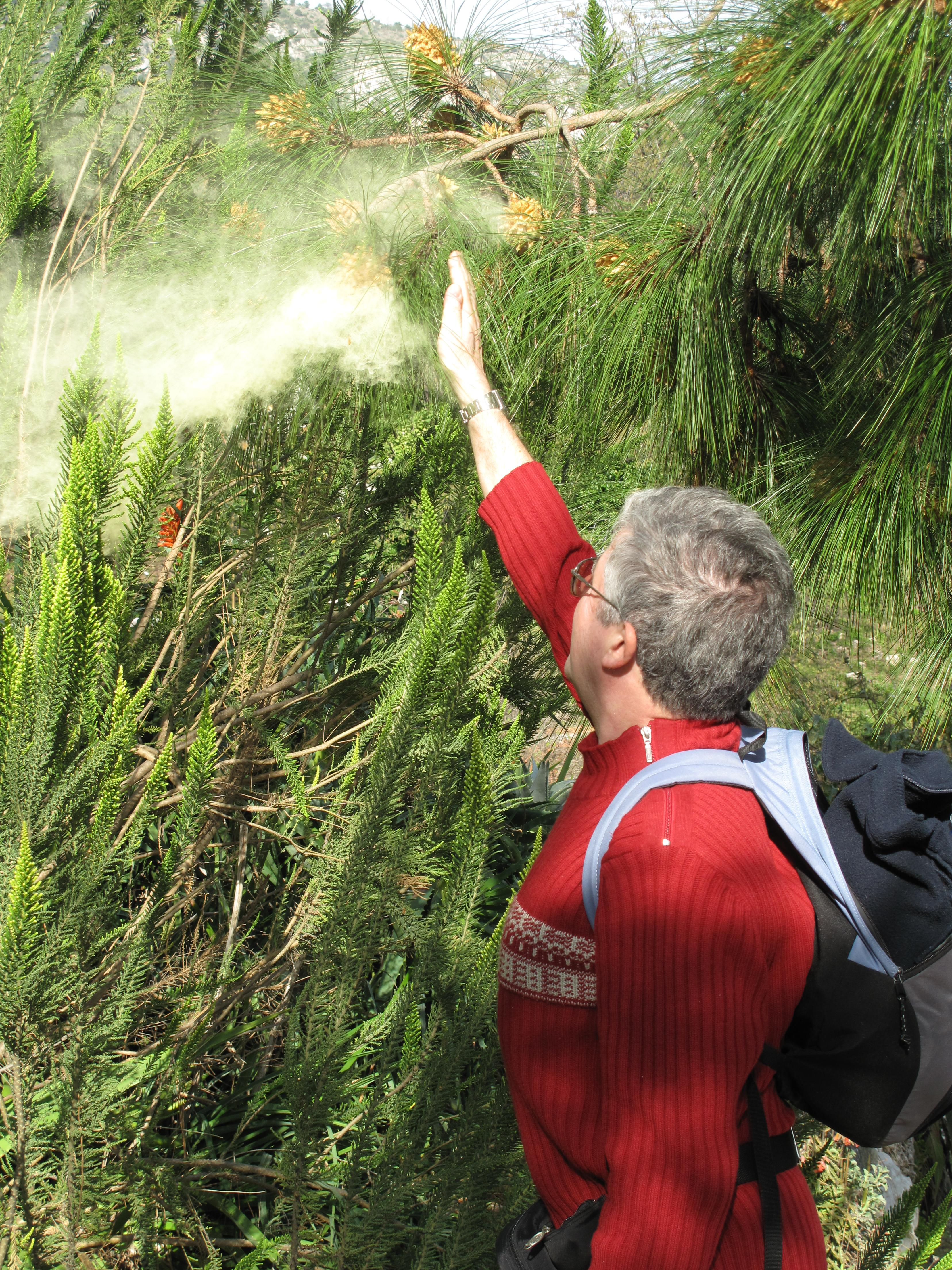
Les plantes anémophiles, comme ce pin, produisent de grandes quantités de pollen emportées par le vent.

L’anémophilie, appelée aussi fécondation anémophile ou anémogamie, est un mode de pollinisation dans lequel les gamètes mâles des végétaux sont transportés par le vent vers les gamètes femelles. Ce mode de pollinisation est majoritaire chez les gymnospermes, minoritaire chez les angiospermes, où il n'est présent pour 10% environ d'entre eux (graminées, joncs, scirpes, chénopodiacées, polygonacées). Les hypothèses scientifiques postulent que chez les angiospermes, l'anémophilie est une acquisition secondaire apparue dans les zones froides ou tempérées où les pollinisateurs n'étaient pas assez nombreux. L'adaptation à ce type de pollinisation a entraîné, à partir des pollinisations par les animaux (les zoogamies), la constitution de formes bien typées, à l'origine du syndrome d'anémogamie.

## Évolution florale
Ce mode de pollinisation est apparu au moins 65 fois de façon indépendante chez les Angiospermes, ce qui interpelle à la fois sur la facilité de la transition vers la fécondation anémophile, mais aussi sur son peu de succès évolutif quant au nombre d'espèces impliquées : environ 10 % des angiospermes actuelles sont pollinisées par le vent, parmi lesquelles figurent les graminées (parmi les principaux responsables du rhume des foins). Ce processus semble relativement incertain et aléatoire par rapport à l'entomophilie.

## Syndrome de pollinisation anémophile ou syndrome d'anémogamie
La plante qui produit des quantités massives de pollen transporté par le vent dépense énormément d'énergie, mais ne façonne pas des structures complexes qui attirent les pollinisateurs, comme des fleurs colorées, du nectar ou des parfums odorants. Dans ce type de pollinisation, le pollen peut aussi être plus léger ou avoir des ballonnets d'air. Aussi les stigmates tels celui du chêne, du saule, du pin réceptionnent facilement le pollen par un stigmate long et plumeux. Chez d'autres espèces, la texture pollinique se modifie lorsque la pollinisation entomophile a échoué. Cette anémogamie tardive « de secours » prend alors le relais. Certaines plantes montrent un système mixte anémophile et entomophile : les chatons de saules ont la structure d'une fleur anémogame, mais produisent également du nectar.
Cette reproduction à l'inverse de l'entomophile (pollinisation par les insectes) peut avoir un effet allergisant. En effet, dans le cadre d'une pollinisation effectuée par le vent, le pollen transporté dans l'air peut irriter les yeux ou encore le nez des individus.
Parmi les formes d'adaptation des plantes à ce mode de reproduction, certaines touchent au moment de la floraison, à la position, au nombre et à la forme des fleurs.
La quantité de pollen produite est très importante. En effet, les chances pour un grain de pollen d'arriver sur une fleur femelle de la même espèce sont très faibles. Une estimation donne 50 000 grains de pollen par jour pour un seul épillet de seigle, et quatre millions pour un chaton de noisetier. La distance joue un rôle important dans la pollinisation par le vent. Les chances de pollinisation diminuent lorsque la distance augmente. Une distance de pollinisation efficace est réduite à quelques mètres seulement pour les plantes herbacées, et à quelques dizaines de mètres pour les arbres élevés. Cela explique également que les plantes anémophiles se retrouvent en peuplement denses, prairies de graminées et forêts d'arbres.
Le moment de la floraison est important : les chatons des saules ou de noisetiers sont mûrs en hiver, avant la sortie des feuilles qui pourraient gêner l'effet du vent. Ils peuvent mûrir plus tôt dans l'année que les fleurs entomophiles, n'ayant pas besoin d'attendre l'arrivée des insectes. Dans les régions tropicales où la majorité des espèces de plantes gardent les feuilles, l'anémophilie est plus rare.
Les formes et la position des fleurs sont également adaptées. Les fleurs mâles et femelles sont séparées ou n'arrivent pas à maturité en même temps ce qui réduit le risque d'autopollinisation, Elles ne produisent ni nectar ni odeur, sont de couleur discrète et de petite taille. Elles se dressent en cônes ou en épis, ou pendent en chatons, qui donnent prise au vent. Chez les graminées, les épis se dressent au dessus du niveau des feuilles. Les fleurs mâles sont plus nombreuses que les femelles, ce qui assure une plus grande émission de pollen. Chez les fleurs femelles, le stigmate est long, plumeux, augmentant les chances d'intercepter le pollen. Chez les fleurs mâles, pétales et sépales sont réduits ou absents, alors que les étamines sont proéminentes et les anthères lâchent le pollen au moindre souffle de vent.